# 尼古拉斯·斯普林格
尼古拉斯·斯普林格（英語：Nicholas Springer，1985年6月9日—2021年4月14日），美国男子轮椅橄榄球运动员。他曾代表美国参加2008年和2012年夏季残疾人奥林匹克运动会轮椅橄榄球比赛，获得一枚金牌和一枚铜牌。